# Busstation Gulpen

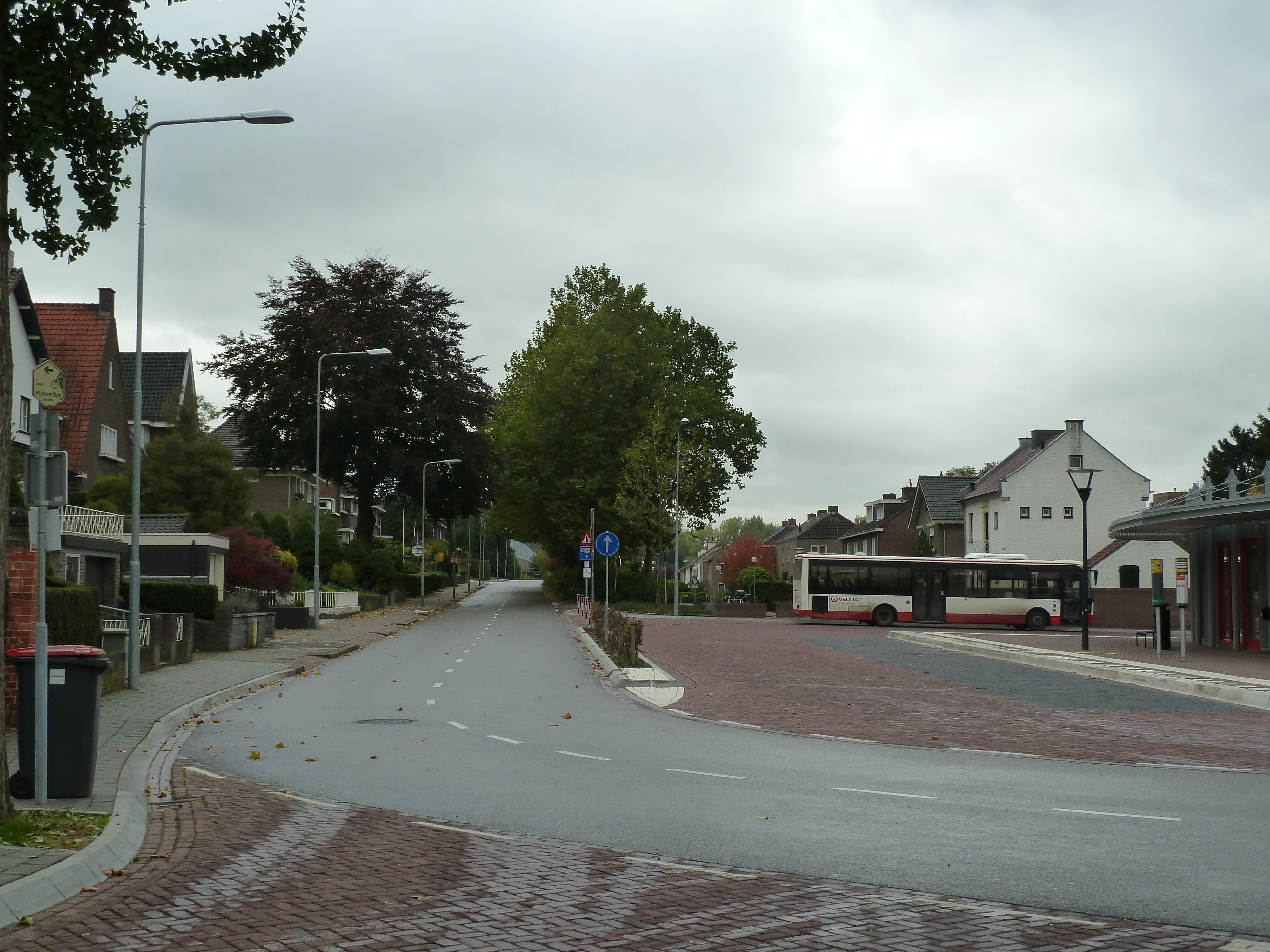
Zicht op de plek waar het tramstation was

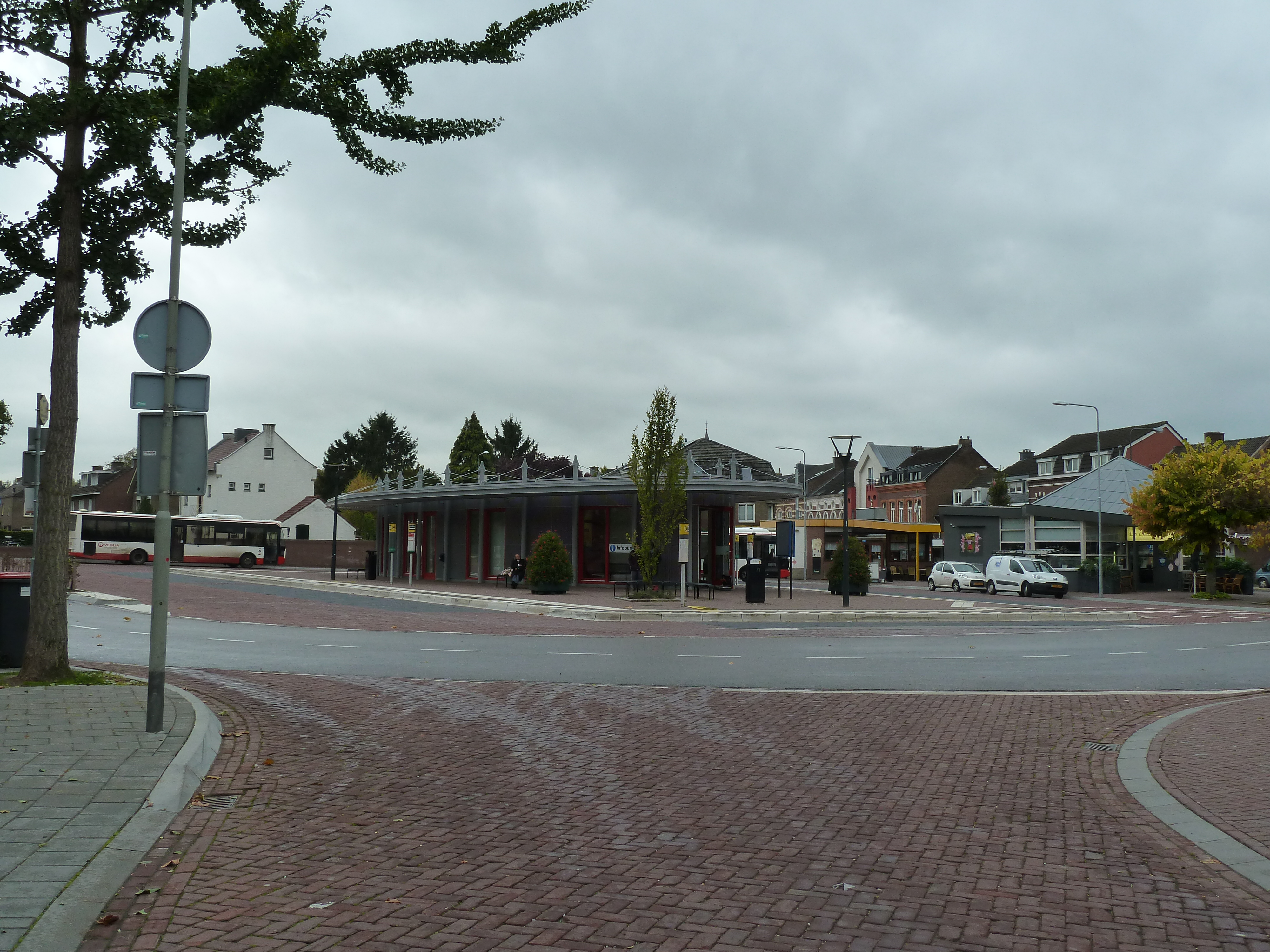
Het gerenoveerde busstation

Busstation Gulpen is een openbaar vervoersknooppunt in Gulpen in de gemeente Gulpen-Wittem in de Nederlandse provincie Limburg. In de jaren 1920 en 1930 was er een Station Gulpen in gebruik als tramstation op de tramlijn Maastricht-Vaals,
Het huidige busstation bevindt zich op de plek waar de Burgemeester Teheuxweg uitkomt op de Rijksweg.
De meeste buslijnen die in het Mergelland rijden komen samen in het busstation.

## Geschiedenis

### Tramstation
In 1922 werd in Gulpen het station door de Limburgsche Tramweg-Maatschappij gebouwd als eindpunt van de stoomtramlijn vanuit Wijlre en Vaals. Het station kwam te liggen aan de zuidzijde van de dorpskern.
De toegang en het begin van het tramperron dat verder doorliep lag op de plaats waar de tegenwoordige Prinses Ireneweg ligt.
In 1925 werd de verbinding tussen Gulpen en Maastricht in gebruik genomen en reed de stoomtram door naar Maastricht. Dit gedeelte van de lijn was pas later klaar vanwege de kunstwerken die nodig waren om de hoogteverschillen te overbruggen. Een van die kunstwerken was het Gulpdalviaduct die tussen Gulpen en Euverem het dal van de Gulp moest overbruggen.
Rond 1925 werd ook de tramremise/locomotievenloods gebouwd in de bocht van de Burgemeester Teheuxweg aan het einde van het station.
In 1937 werden beide tramlijnen opgeheven omdat ze niet meer rendabel waren.
In 1938 ging de tramremise dienstdoen als autobusgarage.

### Busstation
In de periode 1958-1962 werd er op de plaats waar de Burgemeester Teheuxweg op de Rijksweg/Oude Akerweg uitkomt het busstation gebouwd.
Rond 2010 werd de locomotievenloods die tussentijds dienst heeft gedaan als busremise gesloopt om plaats te maken voor een appartementencomplex.
In 2012-2013 werd het busstation volledig gerenoveerd.